# 40e armée (Japon)
La 40e armée (第40軍, Dai-yon-jū gun) est une unité de l'armée impériale japonaise basée dans la préfecture de Kagoshima à la fin de la Seconde Guerre mondiale.

## Histoire
La 40e armée est créée le 8 janvier 1945 dans la ville de Chiayi à Taïwan et est placée sous le contrôle de la 10e armée régionale le 16 janvier 1945.
Dans le cadre des tentatives désespérées du Japon d'empêcher une invasion américaine dans le sud de Kyūshū durant l'opération Downfall, le quartier-général de la 40e armée est transféré à Kagoshima le 14 mai 1945. Cette nouvelle armée réformée est principalement composée de réservistes sous-entraînées, d'étudiants conscrits, et de miliciens.
De plus, les Japonais forment les corps combattants des citoyens patriotiques qui intègrent tous les hommes en bonne santé de 15 à 60 ans et les femmes de 17 à 40 ans. Les armes, l'entraînement, et les uniformes manquent globalement, certains hommes ne sont même armés qu'avec des mousquets à chargement par la bouche, des arcs longs, ou des lances de bambou. On attend cependant d'eux qu'ils fassent leur devoir jusqu'au bout.
La 40e armée est démobilisée lors de la reddition du Japon le 15 août 1945 sans avoir combattu.

## Commandement

### Commandants
|                   | Nom                                | De              | À            |
| ----------------- | ---------------------------------- | --------------- | ------------ |
| Commandant        | Lieutenant-général Mitsuo Nakasawa | 12 janvier 1945 | 15 août 1945 |
| Chef d'État-major | Major -général Kyuji Adachi        | 12 janvier 1945 | 15 août 1945 |